# Birnie Stephenson-Brooks
ME Birnie Stephenson-Brooks là một luật sư và thẩm phán người Guyan, người đã làm việc tại một số quốc gia Khối thịnh vượng chung ở Caribe.

## Giáo dục và sự nghiệp
Stephenson-Brooks được đào tạo tại Đại học Guyana và Đại học Tây Ấn. Từ 1987 đến 1991, cô làm luật sư ở Guyana. Năm 1991 và 1992, cô chuyển đến Saint Kitts và Nevis và là cố vấn pháp lý cho Chính phủ Nevis. Năm 1992, cô chuyển đến Anguilla, nơi cô làm luật sư cho đến năm 2000, khi cô chuyển đến Quần đảo Virgin thuộc Anh và làm luật sư. Cô chuyển về Anguilla vào năm 2002 để hành nghề và năm 2004 được bổ nhiệm làm thẩm phán tòa án, người đăng ký tòa án, và người đứng đầu Bộ Tư pháp của chính phủ. Cô giữ các vị trí này cho đến năm 2009.
Năm 2009, Stephenson-Brooks được Ủy ban Dịch vụ Pháp lý và Tư pháp của Cộng đồng Caribbean bổ nhiệm làm Thẩm phán Tòa án Tối cao của Tòa án Tối cao Đông Caribe; cô được chỉ định cư trú và nghe các trường hợp từ Cộng đồng Dominica.